# Stade de Franceville
Stade de Franceville – wielofunkcyjny stadion w miejscowości Franceville w Gabonie. Został otwarty w 2012 roku w miejscu istniejącego wcześniej w tym miejscu Stade Rénovation. Może pomieścić 20 000 widzów. Swoje spotkania rozgrywa na nim drużyna FC Franceville. Obiekt był jedną z aren Pucharu Narodów Afryki 2012.
Prace na stadionie rozpoczęły się w 2009 roku. Stade de Franceville początkowo miał zostać oddany do użytku 3 miesiące przed Pucharem Narodów Afryki, jednak, z powodu opóźnień w rozpoczęciu prac, został otwarty 16 stycznia 2012 roku, jako ostatni stadion Pucharu Narodów Afryki 2012, podczas meczu towarzyskiego między reprezentacją Gabonu a reprezentacją Sudanu. Inauguracyjne spotkanie, zakończone bezbramkowym remisem oglądało 15 000 widzów.
Stadion ten powstał w miejscu liczącego 10 000 miejsc stadionu Stade Rénovation. Projektantem stadionu było serbskie Studio Romb. Koszt jego budowy wyniósł około 76,2 miliona euro.
Na stadionie tym rozegrany został jeden mecz grupy C (Gabon – Tunezja), pięć meczów grupy D oraz ćwierćfinał Pucharu Narodów Afryki 2012.